# سراب الیاس
سراب الیاس، روستایی از توابع بخش بیرانوند شهرستان خرم‌آباد در استان لرستان ایران است.
این روستا در مجاورت با شهر بیران‌شهر واقع شده.
اکثریت جمعیت این روستا را طایفه پیرداده، تیره کیره(کبیره)، تشکیل می‌دهند و به زبان لری بیرانوندی سخن می گویند.
این روستا بر دامنه کوهی زیبابه نام قلایان بنا نهاده شده است.

## جمعیت
این روستا در دهستان بیرانوند جنوبی قرار دارد و براساس سرشماری مرکز آمار ایران در سال ۱۳۸۵، جمعیت آن ۵۱۶ نفر (۱۰۳خانوار) بوده‌است. شغل اصلی اهالی روستا کشاورزی و دامپروری است. در سال های اخیر کشت برنج در این روستا رایج شده و کیفیت این محصول بسیار مرغوب و مناسب می باشد. این امر در بهبود اقتصاد خانوارها موثر بوده. آب زراعی غالباً از سد ایوشان تامین می شود. درون روستا سرابی قرار دارد که قبل از لوله کشی، اهالی آب شرب خود را از آن تامین می کردند.